# Alexandru Matei
Alexandru Barabas Matei Guiman (n. 31 decembrie 1980, București, România) este un fost jucător român de polo pe apă. La Jocurile Olimpice de vară din 2012, el a concurat pentru echipa națională masculină de polo pe apă a României. Are 1,95 m înălțime.

## References
1. ↑  Alexandru Matei-Guiman, Sports-Reference.com, accesat în 9 octombrie 2017
2. 1 2  Olympedia
3. ↑  World Aquatics database[*] Verificați valoarea |titlelink= (ajutor)
4. ↑  „Alexandru Matei”. London 2012. The London Organising Committee of the Olympic Games and Paralympic Games Limited. Arhivat din original la 12 septembrie 2012. Accesat în 14 septembrie 2012.